# Абрамов Микола Федорович
Ми́кола Фе́дорович Абра́мов (1909—1943) — радянський розвідник.

## Біографія
Народився 1909 року у Варшаві у сім'ї полковника. (згодом — генерал-майора) РІА Федора Абрамова, учасника Російсько-японської та Першої світової воєн. Під час Громадянської війни Федір Абрамов воював на боці білих спочатку у Збройних силах Півдня Росії (ЗСПР), потім у Російській армії генерал-лейтенанта Петра Врангеля. Разом із нею Ф. Абрамов у листопаді 1920 року евакуювався з Криму до Туреччини; його родина (мати, дружина та 11-річний син) залишилися у більшовицькій Росії, в місті Ржев.
Внаслідок свого генеральського походження Миколі Абрамову було неможливо розраховувати на здобуття в СРСР вищої освіти. 1926 року, закінчивши семирічну школу, він працював чорноробом, а в 1929 був покликаний на військову службу і спрямований на Чорноморський флот. Після закінчення водолазної школи в Балаклаві отримав призначення до Експедиції підводних робіт особливого призначення (ЕПРОП) при ОДПУ, брав участь у пошуках та підйомі потоплених під час Громадянської війни кораблів та суден. У ході однієї з таких операцій при розчленуванні корпусу крейсера, що затонув, був серйозно контужений вибуховою хвилею, після чого дискваліфікований як водолаз.

## Служба в ОДПУ та НКВС
1930 року Микола Абрамов став співробітником Іноземного відділу (ІНВ) ОДПУ й отримав оперативний псевдонім Ворон. Його почали готувати до закидання на нелегальну роботу до Європи.
У вересні 1931, перебуваючи як матрос у складі екіпажу радянського торгового судна, біг з нього під час стоянки в Гамбурзі. Впровадившись у кола російських емігрантів, розшукав свого батька, який на той момент очолював у Софії 3-й (Балканський) відділ РЗВС. Користуючись своїм походженням, створив шпигунську мережу, яка контролювала діяльність РЗВС в Болгарії. З 1934 року, після встановлення дипломатичних відносин між Болгарією та СРСР, у Софії було створено резидентуру ІНВ НКВС, яку очолив Василь Терентійович Яковлєв, який формально був військовим аташе радянського повпредства; він же став оператором нелегальної шпигунської мережі, створеної раніше Миколою Абрамовим.
1937 року Микола Абрамов підпав під підозру контррозвідки РЗВС як можливий більшовицький агент. У вересні 1937 року, після того, як з Парижа надійшла звістка про викрадення агентами НКВС керівника РЗВС генерал-лейтенанта Євгена Карловича Міллера, Абрамова було заарештовано болгарською поліцією і через кілька днів вислано з Болгарії як небажаного іноземця. Разом зі своєю родиною виїхав до Парижа, де, встановивши зв'язок із місцевою резидентурою НКВС, отримав розпорядження негайно повернутися до СРСР. Після повернення служив у Воронезькому обласному управлінні НКВС.

## Друга світова війна
У 1941—1945 рр., після початку Великої Вітчизняної війни, був відправлений у складі розвідувально-диверсійної групи НКВС до Одеси, у жовтні 1941 року окупованої румунськими військами. В Одесі брав участь у диверсійних та інших операціях. Загинув 1943 року; точні обставини загибелі не встановлено.